# Bosenbach
Bosenbach är en kommun och ort i Landkreis Kusel i förbundslandet Rheinland-Pfalz i Tyskland.
Kommunen ingår i kommunalförbundet Verbandsgemeinde Kusel-Altenglan tillsammans med ytterligare 33 kommuner.